# Хуаніто (футболіст, 1988)
Хуан Калахорро Барес (народився 12 травня 1988 року в Торредонхімено, Хаен, Андалусія), відоміший як Хуаніто, іспанський футболіст, що виступає на позиції центрального захисника.